# Sifan Hassan
Sifan Hassan (* 1. Januar 1993 in Nazret, Äthiopien) ist eine niederländische Leichtathletin. Sie tritt im Mittel- und Langstreckenlauf an und ist Olympiasiegerin sowie Welt- und Europameisterin.

## Sportliche Laufbahn
Hassan kam 2008 im Alter von 15 Jahren als Flüchtling aus Äthiopien in die Niederlande. Nach Stationen in Zuidlaren und Leeuwarden zog sie nach Eindhoven, wo sie bei Eindhoven Atletiek unter Aiduna Aitnafa zu trainieren begann. Nach ersten Erfolgen bei kleineren Meetings absolvierte sie 2013 ihre ersten Starts in der Diamond League. Bei der Athletissima in Lausanne wurde sie Zweite über 1500 Meter, bei der DN Galan in Stockholm Dritte über 3000 Meter. Am 22. November 2013 nahm Hassan die niederländische Staatsbürgerschaft an. In ihrem ersten Wettkampf für die Niederlande siegte sie Anfang Dezember im U23-Rennen bei den Crosslauf-Europameisterschaften in Belgrad.
In der Saison 2014 etablierte sich Hassan in der Weltspitze. Bei den Hallenweltmeisterschaften in Sopot belegte sie den fünften Platz im 3000-Meter-Lauf. Im Mai verbesserte sie beim Shanghai Golden Grand Prix den fast 27 Jahre alten niederländischen Rekord von Elly van Hulst im 1500-Meter-Lauf um 2,44 Sekunden auf 4:01,19 min. Nur zwei Wochen später unterbot sie auf derselben Distanz beim Prefontaine Classic in Eugene mit 3:59,38 min als erste Niederländerin die 4-Minuten-Marke. Im Juli setzte sie sich bei ihrem Sieg beim Meeting Areva in Paris mit einer Zeit von 3:57,00 min an die Spitze der Weltjahresbestenliste. Bei den Europameisterschaften in Zürich behauptete sie sich gegen die Mitfavoritin Abeba Aregawi aus Schweden und lief in 4:04,18 min zum Titelgewinn. Darüber hinaus errang sie die Silbermedaille im 5000-Meter-Lauf. Beim Memorial Van Damme in Brüssel verbesserte sie den niederländischen Rekord im 3000-Meter-Lauf auf 8:29,38 min.
Ende Januar 2015 verbesserte Hassan in Karlsruhe den niederländischen Hallenrekord über 1500 Meter auf 4:02,57 min. Im Februar gelang ihr bei der XL-Galan in Stockholm eine weitere Steigerung auf 4:00,46 min. So reiste sie als klare Favoritin zu den Halleneuropameisterschaften in Prag an, wo sie in 4:09,04 min von der Spitze weg zu einem ungefährdeten Sieg lief. Die Freiluftsaison eröffnete sie mit einem zweiten Platz im 1500-Meter-Rennen beim Qatar Athletic Super Grand Prix in Doha. Bei den FBK-Games in Hengelo siegte sie über 1000 Meter in 2:34,68 min, der schnellsten Zeit, die in den letzten sechs Jahren auf dieser Distanz erzielt worden war. Im weiteren Verlauf der Saison gewann sie unter anderem die 1500-Meter-Läufe beim British Athletics Birmingham Grand Prix und bei der Athletissima in Lausanne. Im Juli steigerte sie ihre Bestzeit über 1500 Meter beim Herculis in Monaco auf 3:56,05 min. Diese Leistung reichte allerdings nur für den zweiten Platz, da die Äthiopierin Genzebe Dibaba im selben Rennen mit 3:50,07 min einen Weltrekord aufstellte. Über dieselbe Distanz gewann sie bei den Weltmeisterschaften in Peking die Bronzemedaille hinter Dibaba und der Kenianerin Faith Kipyegon. Hassan schloss die Saison im Dezember mit dem Sieg bei Crosslauf-Europameisterschaften in Hyères ab. 2015 wurde Hassan zudem niederländische Hallenmeisterin im 1500-Meter-Lauf sowie 2016 über 800 Meter.
Bei den Hallenweltmeisterschaften 2016 in Portland siegte Hassan über 1500 Meter in 4:04,96 min vor den Äthiopierinnen Dawit Seyaum und Gudaf Tsegay. Bei den Europameisterschaften in Amsterdam wurde sie Zweite hinter der Siegerin Angelika Cichocka aus Polen. Hingegen verpasste sie bei den Olympischen Spielen in Rio de Janeiro einen weiteren Medaillengewinn und belegte im 1500-Meter-Lauf den fünften Platz. Außerdem trat sie auch über 800 Meter an, konnte sich aber auf dieser Distanz nicht für das Finale qualifizieren.
Seit Ende 2016 trainiert Hassan im Rahmen des Nike Oregon Projects unter Alberto Salazar. 2017 reiste sie als Weltjahresbeste über 1500 Meter zu den Weltmeisterschaften 2017 in London, verpasste über diese Strecke aber als Fünfte eine Medaille. Im weiteren Verlauf der Weltmeisterschaften trat sie außerdem über 5000 Meter an und konnte sich dort die Bronzemedaille sichern. Im März 2018 startete Hassan bei den Hallenweltmeisterschaften in Birmingham erneut doppelt, dieses Mal gewann sie Silber über 3000 Meter und Bronze im 1500-Meter-Lauf. Bei den Europameisterschaften 2018 in Berlin gewann sie die Goldmedaille im 5000-Meter-Lauf. Vier Wochen zuvor hatte sie beim Europa-League-Meeting in Rabat den Europarekord auf 14:22,34 min verbessert. Einen weiteren Europarekord stellte Hassan am 16. September 2018 in Kopenhagen über die Halbmarathondistanz mit 1:05:15 h auf.

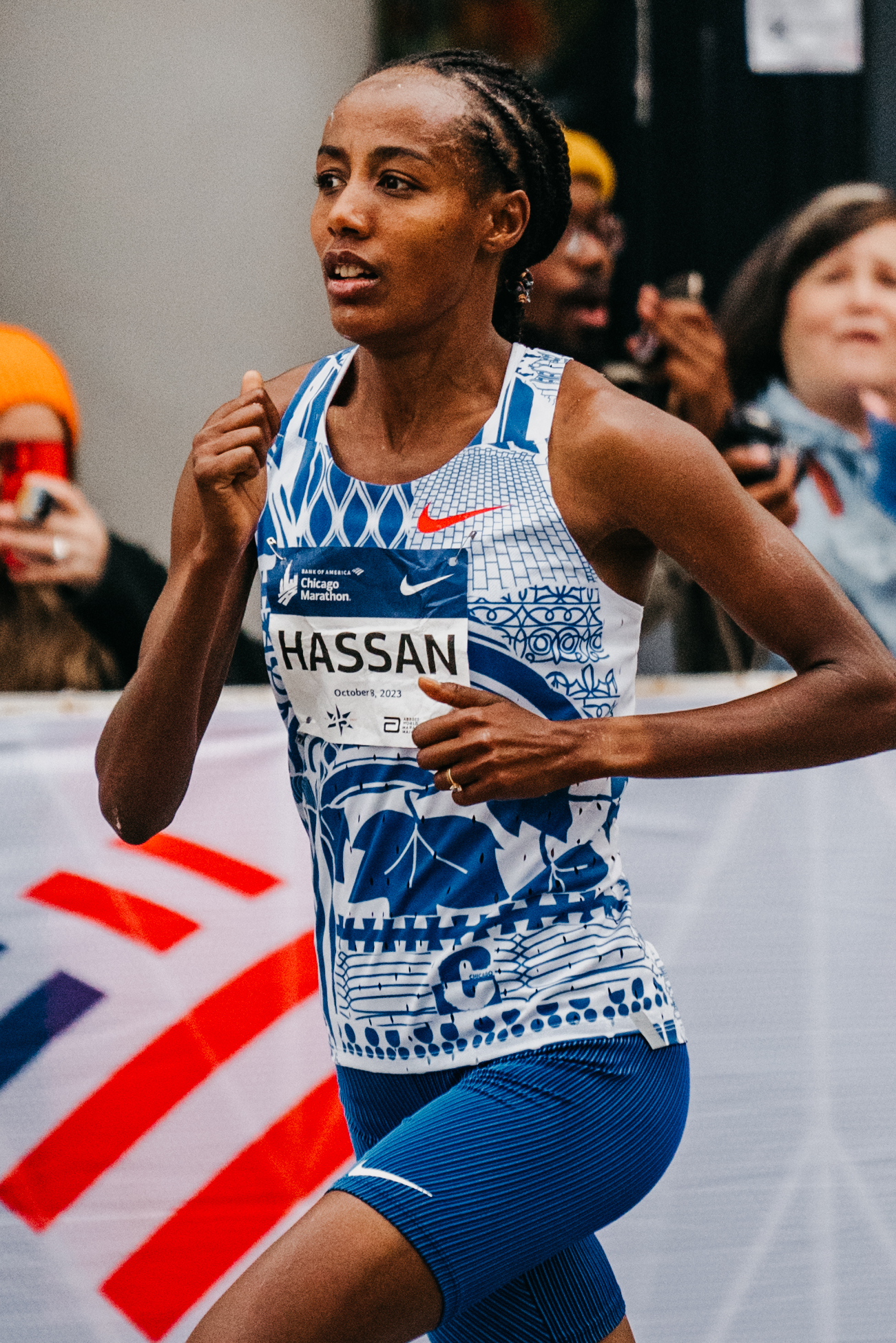
Sifan Hassan beim Chicago-Marathon 2023

Im Februar 2019 gewann Hassan das Rennen 5km Herculis in Monaco und erzielte mit ihrer Siegerzeit von 14:44 min den ersten von der IAAF anerkannten Weltrekord im 5-Kilometer-Straßenlauf. Im April siegte sie beim Berliner Halbmarathon in der Streckenrekordzeit von 1:05:45 h. Im Juli verbesserte sie beim Herculis in Monaco den Meilen-Weltrekord der Russin Swetlana Masterkowa auf 4:12,33 min und sicherte sich in der IAAF-Diamond-League-Gesamtwertung die Titel über 1500 und 5000 Meter. Bei den Weltmeisterschaften in Doha siegte sie in ihrem erst zweiten Rennen über 10.000 Meter mit neuer Bestleistung von 30:17,62 min. Eine Woche später gewann sie über 1500 Meter in 3:51,95 min, einem neuen Europarekord, ebenfalls Gold.
Nachdem bedingt durch die COVID-19-Pandemie die Saison 2020 von zahlreichen Wettbewerbsabsagen und einer Verschiebung der Olympischen Spiele in Tokio um ein Jahr geprägt war, gelang Hassan am 4. September 2020 beim Diamond-League-Meeting in Brüssel einen Stundenweltrekord. Sie lief 18.930 Meter und übertraf die frühere Rekordmarke der Äthiopierin Dire Tune um 413 Meter sowie auch den Europarekord der Italienerin Silvana Cruciata (18.084 Meter) aus dem Jahr 1981. Am 10. Oktober 2020 lief Hassan in Hengelo mit 29:36,6 min als erste Europäerin die 10.000 Meter in unter 30 Minuten. Am 6. Juni 2021 stellte sie in Hengelo mit 29:06,82 min über die 10.000 Meter einen neuen Weltrekord auf, den die Äthiopierin Letesenbet Gidey bereits zwei Tage später weiter auf 29:01,03 min verbesserte. Kurz darauf siegte sie in 3:53,63 min über 1500 Meter bei der Golden Gala in Rom und wurde beim Herculis in Monaco in 3:53,60 min Zweite.
Bei den Weltmeisterschaften 2023 in Budapest eroberte sie die Bronzemedaille im 1500-Meter-Lauf.
Bei ihrem Sieg beim Chicago-Marathon 2023 verbesserte sie den Marathon-Europarekord auf 2:13:44 h.

### Olympische Spiele 2020
Bei den Olympischen Spielen in Tokio versuchte Hassan die erste Athletin jemals zu werden, die Gold sowohl die 1500 als auch die 5000 und die 10.000 Meter gewann.
Sie siegte dort zu Beginn in 14:36,79 min über 5000 Meter, gewann in 3:55,86 min die Bronzemedaille über 1500 Meter hinter der Kenianerin Faith Kipyegon und Laura Muir aus dem Vereinigten Königreich. Zum Schluss siegte sie dann in 29:55,32 min auch über 10.000 Meter und ist damit die erste Athletin, die drei Medaillen bei gleichen Spielen über diese drei Distanzen gewinnen konnte, konnte ihr zuvor ausgerufenes Ziel von drei Goldmedaillen aber nicht erreichen. Während der Schlussfeier war sie die Fahnenträgerin ihrer Nation.
2022 erreichte Hassan bei den Weltmeisterschaften in Eugene das Finale über 5000 Meter und belegte dort in 14:48,12 min den sechsten Platz. Zudem gelangte sie über 10.000 Meter mit 30:10,56 min auf Rang vier. Anschließend siegte sie in 8:39,27 min über 3000 Meter beim Memoriał Kamili Skolimowskiej.
2023 kündigte Hassan bei den Weltmeisterschaften in Budapest einen Dreifachstart über die 1500 Meter, die 5000 und die 10.000 Meter hinlegen zu wollen. In ihrem ersten Finale über die 10.000 Meter lag sie bis kurz vor dem Ziel in Führung, ehe sie nach einem Zweikampf mit der späteren Siegerin Gudaf Tsegay stürzte und daraufhin nur noch als Elfte das Ziel erreichte. Im Anschluss erhob Hassan Vorwürfe von Tsegay geschubst worden zu sein.

### Olympische Spiele 2024
Bei den Olympischen Spielen 2024 in Paris startete Hassan erneut bei mehreren Disziplinen. Über die 5000 Meter wurde sie mit einer Zeit von 14:30,61 min hinter Beatrice Chebet und Faith Kipyegon Olympiadritte.
Anschließend lief sie auch über die 10.000 Meter nach 30:44,12 min hinter Chebet und Nadia Battocletti zu Bronze. Schließlich gewann sie am 11. August 2024 den olympischen Marathon in 2:22:55 h, mit neuem olympischen Rekord. Sie war die erste Läuferin in der Olympia-Historie, die bei denselben Olympischen Spielen Medaillen über die 5000 Meter, die 10.000 Meter und die Marathondistanz holte. Bei den Männern gelang dieses Kunststück zuletzt 1952 Emil Zatopek, der damals in allen drei Disziplinen Olympiasieger wurde.

## Ehrungen
- 2024: Weltathletin des Jahres[28]
- 2024: Niederländische Sportlerin des Jahres[29]

## Persönliche Bestleistungen
- 800 Meter: 1:56,81 min, 21. Juli 2017, Monaco
  - Halle: 2:02,62 min, 28. Februar 2016, Apeldoorn
- 1000 Meter: 2:34,68 min, 24. Mai 2015, Hengelo (niederländischer Rekord)
- 1500 Meter: 3:51,95 min, 5. Oktober 2019, Doha (Europarekord)
  - Halle: 4:00,46 min, 19. Februar 2015, Stockholm (niederländischer Rekord)
- 1 Meile: 4:12,33 min, 12. Juli 2019, Monaco
  - Halle: 4:19,89 min, 11. Februar 2017, New York City (niederländischer Rekord)
- 3000 Meter: 8:18,49 min, 30. Juni 2019, Palo Alto (Europarekord)
  - Halle: 8:30,76 min, 18. Februar 2017, Birmingham (niederländischer Rekord)
- 5000 Meter: 14:13,42 min, 23. Juli 2023, London (Europarekord)
- 10.000 Meter: 29:06,82 min, 6. Juni 2021, Hengelo (Europarekord)
- 5-km-Straßenlauf: 14:44 min, 17. Februar 2019, Monaco (Weltrekord)
- Stundenlauf: 18.930 m, 4. September 2020, Brüssel (Weltrekord)
- Halbmarathon: 1:05:15 h, 16. September 2018, Kopenhagen (Europarekord)
- Marathon: 2:13:44 h, 8. Oktober 2023 in Chicago (Europarekord)